# مارتن فالستروم
مارتن فالستروم (بالسويدية: Martin Wallström)‏ مواليد 7 يوليو 1983 في السويد، هو ممثل سويدي بدأ مسيرته الفنية عام 1998. درس في جامعة غوتنبرغ. اشتهر بدوره في مسلسل السيد روبوت.

## الأعمال
- 2015: السيد روبوت

## وصلات خارجية
- مارتن فالستروم على موقع IMDb (الإنجليزية)
- مارتن فالستروم على موقع قاعدة بيانات الأفلام العربية
- مارتن فالستروم على موقع ألو سيني (الفرنسية)
- مارتن فالستروم على موقع ميوزك برينز (الإنجليزية)
- مارتن فالستروم على موقع أول موفي (الإنجليزية)
- مارتن فالستروم على موقع قاعدة بيانات الأفلام السويدية (السويدية)
- مارتن فالستروم على موقع قاعدة بيانات الفيلم (الإنجليزية)
- مارتن فالستروم على موقع كينوبويسك (الروسية)